# 孵化

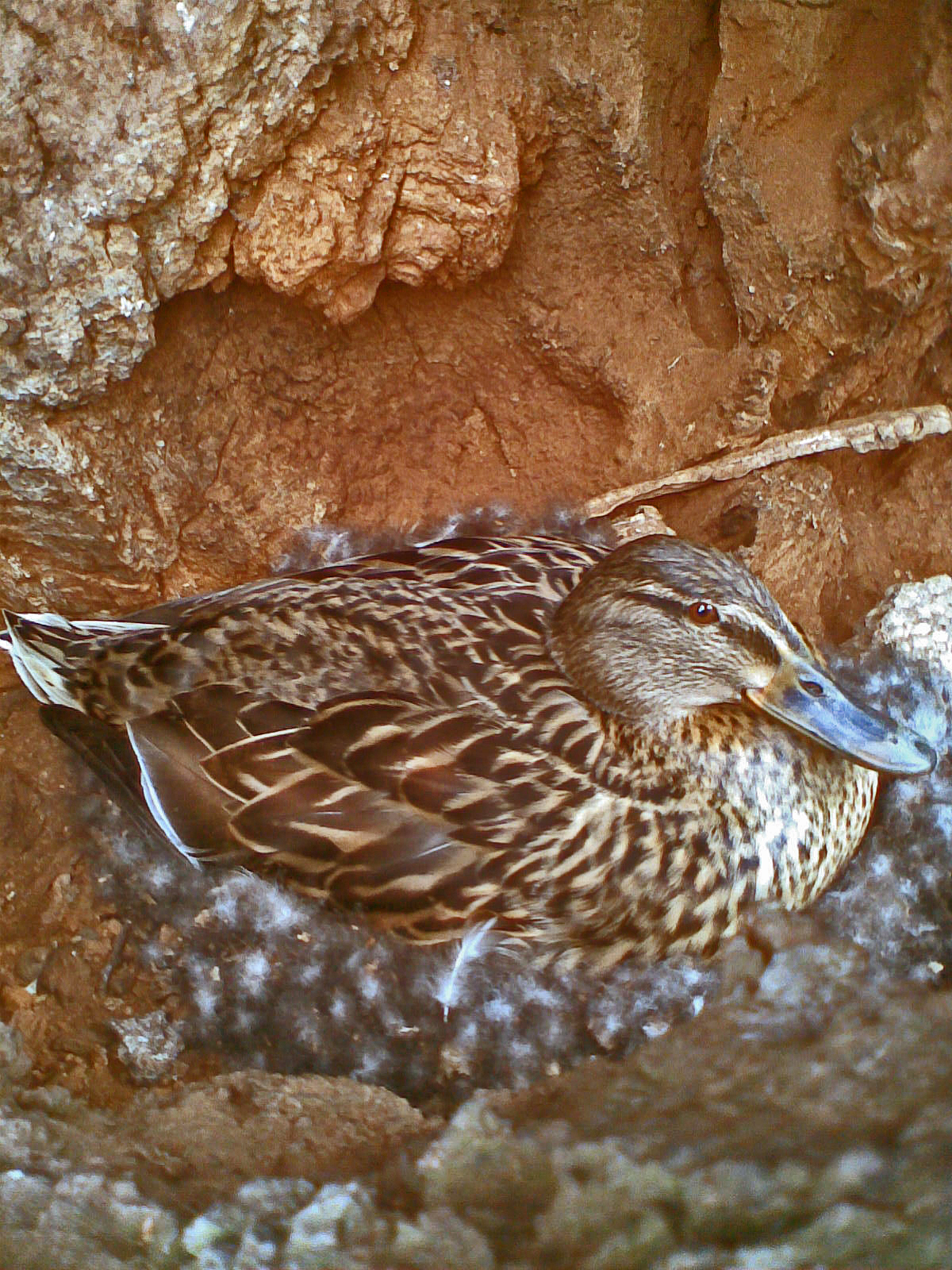
一只正在孵化的鸭

孵化是指生蛋的动物利用自己的体温使蛋裡面的胚胎发育直到它破壳而出的过程。
现代最常见的孵化动物绝大部份是鸟类。但是有研究发现，好多有羽毛的恐龙都会孵化，這些发现进一步支持了「鸟类是恐龙的直系后裔」這個理论   。